# Lynd, Minnesota
Lynd là một thành phố thuộc quận Lyon, tiểu bang Minnesota, Hoa Kỳ. Năm 2010, dân số của thành phố này là 448 người.

## Dân số
- Dân số năm 2000: 346 người.
- Dân số năm 2010: 448 người.